# Castelo de Castelo de Vide
O Castelo de Castelo de Vide, no Alentejo, localiza-se na freguesia de Santa Maria da Devesa, vila e município de Castelo de Vide, distrito de Portalegre, em Portugal.
Em posição dominante no alto de uma colina a norte da serra de São Mamede, revestia-se de importância estratégica devido à sua proximidade com a fronteira. Devido ao esplendor da paisagem circundante, a povoação é conhecida localmente como a Sintra do Alentejo.
O Castelo de Castelo de Vide está classificado como Monumento Nacional desde 1910.

## História

### Antecedentes
Povoação situada a cavaleiro do trajeto da antiga estrada romana que ligava à então capital peninsular, Mérida, não foram identificadas evidências arqueológicas acerca da ocupação romana de seu sítio. Também não existem informações acerca das origens medievais de Castelo de Vide.

### O castelo medieval
À época da Reconquista cristã da Península Ibérica, algumas evidências não comprovadas apontam uma suposta conquista por D. Afonso Henriques (1112-1185) em 1148, bem como a outorga de foral em 1180. Sabe-se, com mais segurança, que a povoação encontrava-se no domínio do reino de Portugal em 1232, revestindo-se de importância e tendo organização municipal já em 1276.
O seu senhorio foi disputado entre dois dos filhos de Afonso III, o primogênito, o rei D. Dinis (1279-1325) e seu irmão, o Infante D. Afonso Sanches, por motivos de direitos de sucessão quando o primeiro subiu ao trono. Tendo o infante D. Afonso recebido de seu pai o senhorio dos domínios de Arronches, Castelo de Vide, Marvão e Portalegre (1273), decidiu, em 1279, muralhar Castelo de Vide (o que indica a sua primazia sobre as vilas vizinhas, à época). Como alardeava direitos de sucessão pretensamente maiores que os do irmão D. Dinis, entendeu o soberano que essa atitude ocultava intenções bélicas, colocou-se em marcha à frente de suas tropas e veio a colocar cerco à vila (Abril de 1281). Na iminência do assalto, chegou ao acampamento real uma embaixada do reino de Aragão, com a proposta de casamento do soberano com D. Isabel, futura Rainha Santa Isabel. Com a interveniência desta embaixada, acordou-se a paz entre os irmãos, vindo D. Afonso a concordar com a demolição de todas as fortificações que havia empreendido (uma torre e vários troços de muros). Um novo incidente envolvendo Castelo de Vide teria lugar a partir de 1299, suscitado pelo matrimônio do infante D. Afonso com uma infanta de Castela. Devido à proximidade dos senhorios do infante com a raia lindeira com aquele reino, os seus domínios alentejanos foram permutados por Sintra, Ourém e outras vilas mais distantes da fronteira. Estes castelos alentejanos foram então entregues a Aires Pires Cabral, quarto avô do navegador Pedro Álvares Cabral, que deles prestou menagem, na função de Alcaide-mor. O soberano determinou, a partir de então, o reforço do castelo e a construção de uma nova cerca envolvendo a povoação. Estes trabalhos foram concluídos, conforme inscrição epigráfica sobre uma das portas do castelo, junto à Rua Direita, em 1327, sob o reinado de D. Afonso IV (1325-1357).
Sob o reinado de D. Fernando (1367-1383), a vila, o castelo e seus domínios foram entregues Ordem de Avis, por permuta com os de Castro Marim (1383). Com a morte deste soberano, aberta a crise de 1383-1385, a vila inicialmente declarou o seu apoio à herdeira D. Beatriz, passando, quando do cerco de Lisboa (1384), a apoiar o partido do Mestre de Avis. Nas lutas que se seguiram, é destacado o valor do Alcaide de Castelo de Vide, Gonçalo Anes, particularmente na batalha de Aljubarrota e na batalha de Valverde.
Sob a regência de D. Pedro, duque de Coimbra, durante a menoridade de D. Afonso V (1438-1481), foram reforçadas as defesas dos castelos da raia alentejana, entre os quais se incluía o Castelo de Vide. Seria esse o aspecto que teria sob o reinado de D. Manuel I (1495-1521), quando se encontra figurado por Duarte de Armas no seu Livro das Fortalezas (c. 1509): uma barbacã ameada precedendo uma muralha envolvente da praça de armas reforçada por torreões nos vértices, conjunto dominado por uma sólida torre de menagem.

### Da Guerra da Restauração aos nossos dias

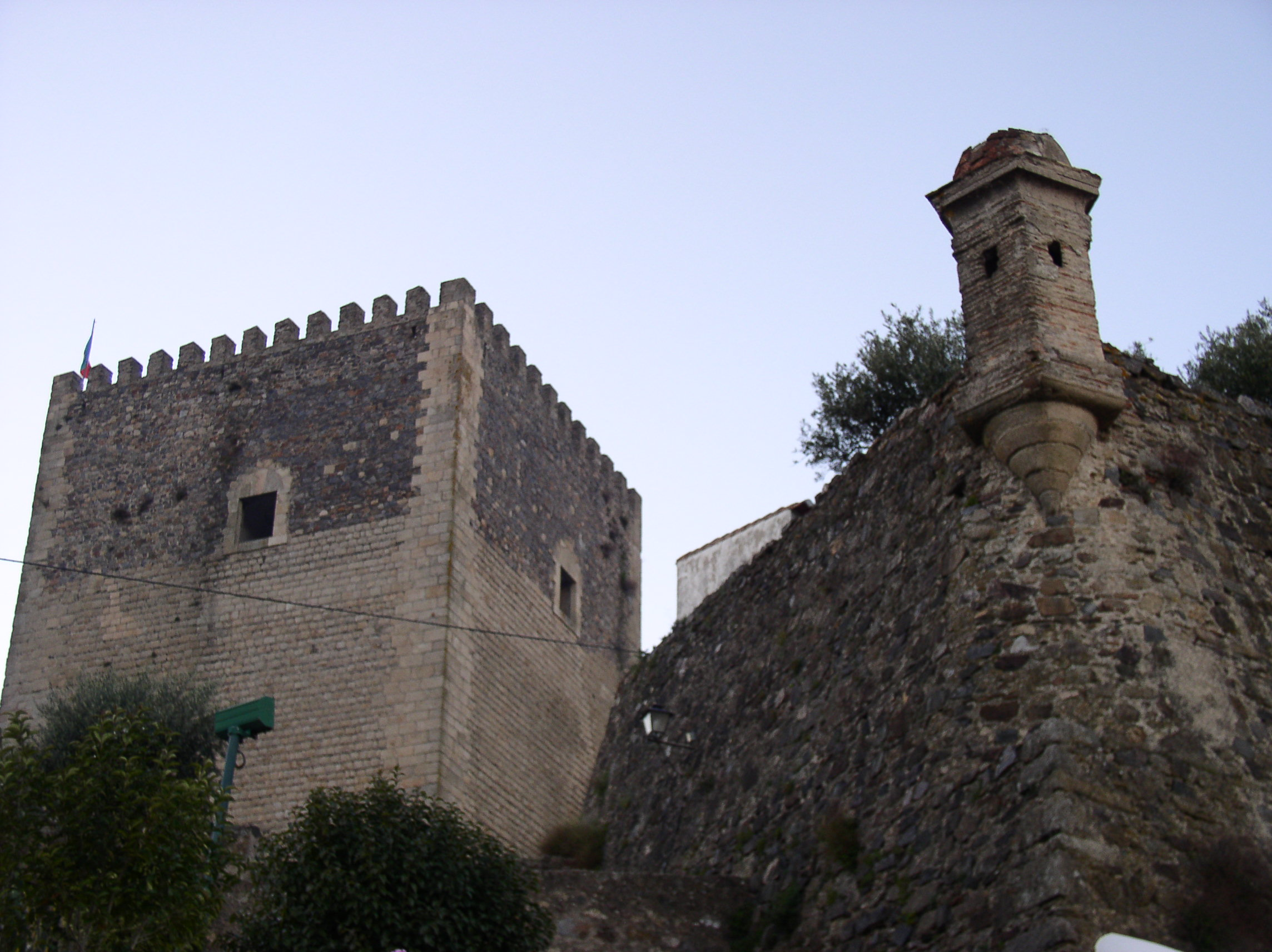
Castelo de Vide, Portugal: contraste entre o medieval e o seiscentista.

Uma nova etapa arquitectónica teve lugar no final do século XVII, contexto da Guerra da Restauração da independência portuguesa, quando lhe foram introduzidas modernizações visando adaptá-la aos modernos tidos da artilharia. Os trabalhos iniciaram-se já em 1641, ampliados a partir de 1644 sob projeto e direção do engenheiro-militar e arquitecto francês, Nicolau de Langres. Anos mais tarde, em 1660, no auge desse processo de fortificação, a praça encontrava-se constituída por dois núcleos principais: o do castelo, a oeste, e o Forte de São Roque, a leste, interligados por extensa linha de muralhas abaluartadas. A guarnição, à época era de 600 homens e três companhias de cavalaria, indicativa da sua importância estratégica.
Posteriormente, a praça foi cercada e conquistada durante a Guerra da Sucessão Espanhola (1704), ocupada sem resistência durante a chamada Guerra das Laranjas (1801) e, por tropas francesas sob o comando de André Massena, durante a Guerra Peninsular. (1811). A destruição sofrida desde então levou à sua desativação a partir de 1823, quando se acentuou o seu processo de degradação.
O conjunto encontra-se classificado como Monumento Nacional por Decreto publicado em 23 de Junho de 1910.

## Características
O castelo medieval apresenta planta quadrangular, orgânica (adaptada ao terreno), com os panos de muralha reforçados por cinco torres quadrangulares e cubelos circulares, precedida por uma barbacã ameada. A Porta da Vila rasga-se no troço a leste, constituída por um amplo portal duplo que acede uma pequena praça de armas, ligando com a porta interna oeste. No troço norte subsistem vestígios das mísulas de um antigo balcão e ainda duas janelas. Entre duas das torres podem ser identificados traços da primitiva alcáçova. No interior da praça de armas dispõem-se as edificações de serviço, como os armazéns.
A torre de menagem dionisina, adossada ao portão principal, foi parcialmente destruída por uma explosão de pólvora em 1705, a qual danificou a abóbada ogival de nervuras.
A cerca externa envolvia a vila, onde bem conservada, destacam-se a Rua Direita, os antigos aquartelamentos na Rua de Santo António, a Casa da Câmara e Cadeia, entre outras edificações. Era rasgada por quatro portas, das quais subsistem a Porta Nova e a Porta de Santa Catarina. Com o crescimento da povoação perderam-se partes dessa cerca, a Porta de São João e a Porta da Aramenha.